# Black Magic M-66
Black Magic M-66 (japanski ブラックマジック, Burakku Majikku Mario Shikkususti Shikkusu) je japanska ZF manga i srednjometražni anime film iz 1987. Autor priče je Masamune Shirow, koji je ujedno dobio
pravo režirati ju. Radnja se odvija oko odmetnutog androida ženskog oblika koji progoni jednu djevojku kako bi ju ubio, no istu štiti i spašava jedna novinarka. Neke je priča podsjetila na Cameronovog Terminatora.
Zbog svojeg perfekcionizma u animaciji, Shirow je debelo prešao rok za dovršenje animea i razljutio studio, tako da mu je ovo ostao jedini rad u ulozi redatelja. Ipak, mnogi njegovi kasniji radovi, kao što je Duh u oklopu, režirali su drugi. U jednoj sceni pri kraju, junakinja nosi majicu na kojoj piše "Appleseed", što je referenca na istoimenu mangu autora.

## Radnja
Zbog kvara, jedne kišovite noći se vojna letjelica sruši u šumi te tako njen teret izlazi na slobodu: dva ubojita androida ženskog oblika. Povremena novinarka Sybil u svojem stanu uspije prisluškivanjem vladine frekvencije čuti tajni razgovor vojske koja cijelo područje stavlja pod svoj obruč i blokadu. Brzo sa svojom kamerom otputuje u šumu i biva svjedokom kako vojska uspijeva eliminirati jednog androida, no drugi pobjegne. Znanstvenik Matthew, koji je izumio iste, sa strahom objasni pukovniku da je android pri kvaru slučajno uploadao test program u kojem je njegova unuka Feris meta, te stoga vjerojatno kreće u grad kako bi ju ubio. 
Sybil uspijeva naći Feris u kafiću i odvesti ju na sigurno u jednu zgradu, do nekoliko vojnika koji ju čuvaju. Međutim, android je nezaustavljiv i progoni ih po zgradi, pa čak i u dizalu. Kada vojska iz helikoptera puca na njega, prouzroči kolaps zgrade. Ipak, Sybil i Feris se spašavaju dok android padne s velike visine na ulicu gdje ga Matthew deaktivira. Sybil nije osobita nagrađena za svoj trud, ali je barem sretna što je pomogla Feris.

## Glasovi
- Sybil - Yoshiko Sakakibara
- Feris - Chisa Yokohama
- Profesor Matthew - Ichiro Nagai
- Nakamura - Kyouko Tonguu

## Kritike
| „               | Likovi su većinom plitki. Novinarka, Sybil, je razmjerno snažna i kompetentna, te se barem mogla brinuti o sebi, za razliku od mete androida, bespomoćne stereotipne djevojke. Jedna stvar koja mi se svidjela bila je činjenica da je robot ubojica upravo to: mašina bez duše koja samo slijedi programiranje. Nije uopće predočavao zastrašujuće emocije ili zlobnost što je, po meni, pojačalo sveukupnu sposobnost stvaranja straha. Akcija je ono zbog čega se isplati pogledati ovaj film. Podosta sliči na Terminatora, što je, naravno, dobra stvar. Sekvence su dobro koreografirane i uzbudljive. Tu je jedna scena u dizalu gdje je napetost bila jednostavno brutalna. | ” |
| — Anime Critic, | |   |

| „              | Iznenađujuće, ovo je prilično zabavno djelo, ako ste spremni odustati od takvih stvari kao što je razvoj likova, radnja i logika. Kao akcijski filmić, Black Magic M-66 je prilično dobar, s nekolicinom sekvenci koje zadivljuju. | ” |
| — Carlos Ross, | |   |

## Vanjske poveznice
- Black Magic M-66 u internetskoj bazi filmova IMDb-a
- Black Magic M-66 na Anime News Network Encyclopedia